# Ases
Pour les articles homonymes, voir Ase.

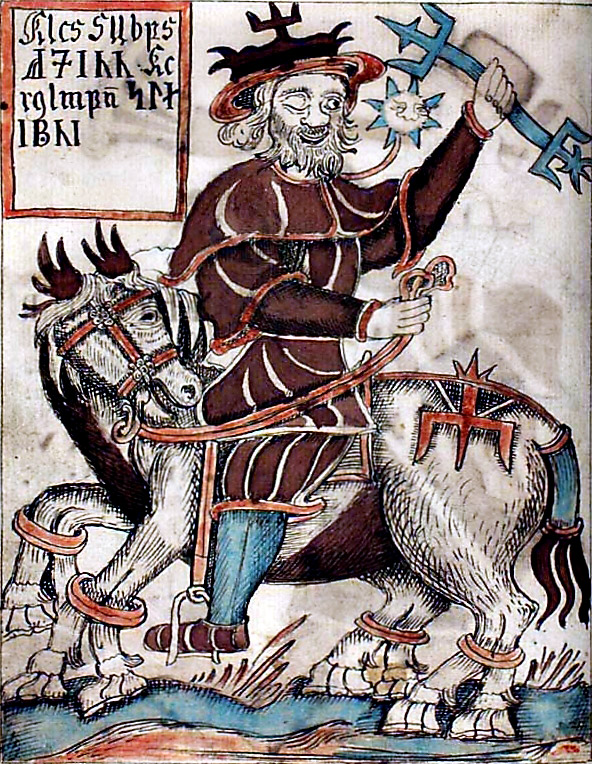
Odin, Ase majeur, chevauchant Sleipnir.

Dans la mythologie nordique, les Ases (du vieil islandais Æsir, ásafólk, ása ættir) forment le groupe de dieux principaux, associés ou apparentés à Odin et habitant la cité d'Ásgard. Ils coexistent avec deux autres groupes de divinités : les Vanes et les Dises. Les Ases sont souvent mentionnés sous le terme de guðin ce qui signifie « dieux ». Les déesses des Ases peuvent aussi être appelées Asynes.
Cette famille, qui comprend de très nombreuses divinités, est représentée par la rune Ansuz. À l'inverse des dieux grecs, les dieux d'Ásgard sont mortels et peuvent ressentir la douleur physiquement et psychologiquement.

## Les Ases «seigneurs liens»
L'étymologie du mot « Ases » est discutée et admet diverses interprétations. Régis Boyer privilégie l’hypothèse d’une origine commune avec le sanscrit asura, « force de vie ». Jean Haudry, après Edgar Polomé rattache le nom des Ases au vieil islandais Æs « œillet de chaussure » (all. Öse), lat. ansa « poignée, anse ». Les Ases « dieux liens » seraient avant tout l'objet d'un culte négatif, consistant à respecter les engagements pris sous leur garantie. À l'inverse, les Vanes, « seigneurs amicaux », seraient « l'objet d'un culte positif destiné à les renforcer pour accroître leur action bénéfique ». Cette distinction entre dieux Ases et dieux Vanes remonte au minimum à la période commune avec les Germains, mais pourrait être bien plus ancienne.

## Culte

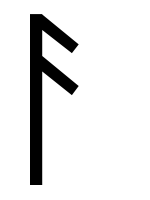
Rune « Ansuz » qui sert à désigner les Ases

Le prologue à l'Edda en Prose explique l'origine de leur nom en les désignant comme des hommes venant d'Asie, de Troie plus exactement, que les peuples du nord de l'Europe prirent pour des Dieux. Les traces de cette fusion sont relatées dans la Völuspá, un des principaux textes de la mythologie nordique, où il est dit que les Ases affrontèrent les Vanes dans une guerre d'intérêt.
Une des trois racines de l'arbre cosmique Yggdrasil se trouve chez les Ases. Chaque jour, les Ases franchissent le pont arc-en-ciel Bifröst pour siéger près de la source d'Urd. À la fin des temps, lors du Ragnarök, seuls quelques Ases survivront pour reconstruire les mondes.
Les Ases partagent leur lieu de vie, Ásgard, avec les Vanes puisque celle-ci comprend le Vanaheim, qui est leur lieu de résidence. Ils pensent que leur destin est écrit par les Nornes et qu'au moment où ils créerent le monde, ils étaient destinés à sombrer avec lui. Leur quête est d'affronter ce destin avec courage et résolution, afin que les bardes et les scaldes chantent pour longtemps leurs exploits.

## Mythologie

Thor, fils d'Odin, affronte les géants, M. E. Winge, 1872.

La religion nordique apparait comme étant avant tout la religion des Ases, qui sont également connus sous le nom des Anses ou des Oses. Odin, qui a créé le monde avec ses frères à partir de la chair et du sang du géant Ymir, est considéré comme le chef des Ases. Ceux-ci représentent par ailleurs une puissance positive puisqu'ils sont en lutte avec l'engeance maudite des géants, à l'image des dieux olympiens avec les Titans. Même si les Ases sont tous divinisés au sein du panthéon nordique, tous ne sont pas des dieux au sens originel du terme. C'est le cas pour Loki, qui participant activement à la vie des Ases, est en réalité un géant qui les combattra lors du Ragnarök.
Les Ases furent en guerre contre les Vanes, avec qui ils firent la paix et s'échangèrent des otages. Cette guerre, qui fut longue, s'acheva par le mariage de Njörd et de Skadi. En effet, les Vanes auraient choisi de rejoindre Ásgard, la ville des vainqueurs, après le conflit les opposant aux Ases. Les salives mêlées des Ases et des Vanes participèrent à la création du géant Kvasir dont les attributs étaient la connaissance, la sagesse ainsi que l'ensemble des sciences. Selon le mythe, c'est avec son sang mélangé à du miel qu'ils fabriquèrent l'hydromel poétique.

## Liste des Ases
Au Moyen Âge, l'écrivain et homme de pouvoir Snorri Sturluson, dans son Edda fournit à plusieurs reprises la liste des Ases, au sens large du terme. Tout d'abord dans la Gylfaginning, 20-34 pour les dieux, 35 pour les déesses, où ils sont présentés à Gylfi ; dans le Skáldskaparmál(1), lorsque sont nommés les convives au banquet donné en l'honneur d'Ægir, et enfin dans les Thulur.

### Les dieux Ases
| Gylfaginning (20-34) | Skáldskaparmál (1) | Thula des fils d'Odin | Thula des Ases |
| -------------------- | ------------------ | --------------------- | -------------- |
| Odin                 | Odin               | Baldur                | Ygg            |
| Thor                 | Thor               | Meili                 | Thor           |
| Baldur               | Njörd              | Vidar                 | Yngvi-Freyr    |
| Njörd                | Freyr              | Nep                   | Vidar          |
| Freyr                | Týr                | Vali                  | Baldur         |
| Týr                  | Heimdall           | Ali                   | Vali           |
| Bragi                | Bragi              | Thor                  | Heimdall       |
| Heimdall             | Vidar              | Hildólf               | Týr            |
| Höd                  | Vali               | Hermód                | Njörd          |
| Vidar                | Ull                | Sigi                  | Bragi          |
| Ali ou Vali          | Hœnir              | Skjöld                | Höd            |
| Ull                  | Forseti            | Yngvi-Freyr           | Forseti        |
| Forseti              | Loki               | Ítreksjód             | Loki           |
| Loki                 | -                  | Heimdall              | -              |
| -                    | -                  | Sæming                | -              |
| -                    | -                  | Höd                   | -              |
| -                    | -                  | Bragi                 | -              |

### Les déesses Ases (ou Asynes)
| Gylfaginning (35) | Skáldskaparmál (1) | Thula des déesses Ases |
| ----------------- | ------------------ | ---------------------- |
| Frigg             | Frigg              | Frigg                  |
| Sága              | Freyja             | Freyja                 |
| Eir               | Gefjon             | Fulla                  |
| Gefjon            | Idunn              | Snotra                 |
| Fulla             | Gerd               | Gerd                   |
| Freyja            | Sigyn              | Gefjon                 |
| Sjöfn             | Fulla              | Gná                    |
| Lofn              | Nanna              | Lofn                   |
| Vár               | -                  | Skadi                  |
| Vor               | -                  | Jörd                   |
| Syn               | -                  | Idunn                  |
| Hlin              | -                  | Ilm                    |
| Snotra            | -                  | Bil                    |
| Gná               | -                  | Sæming                 |
| Sól               | -                  | Hlin                   |

| Gylfaginning (35) - Frigg - Sága - Eir - Gefjon - Fulla - Freyja - Sjöfn - Lofn - Vár - Vör - Syn - Hlin - Snotra - Gná - Sól - Bil | Skáldskaparmál (1) - Frigg - Freyja - Gefjon - Idunn - Gerd - Sigyn - Fulla - Nanna | Thula des déesses Ases - Frigg - Freyja - Fulla - Snotra - Gerd - Gefjon - Gná - Lofn - Skadi - Jörd - Idunn - Ilm - Bil - Niorun - Hlin - Nanna - Hnoss - Rind - Sjöfn - Sól - Sága - Sigyn - Vör - Vár - Syn - Thrúd - Rán |

## Perspective évhémériste
Dans une perspective évhémériste, Snorri Sturluson a présenté les Ases comme des hommes venus d'Asie qui furent pris pour des dieux[réf. nécessaire]. Cette version figure, dans des récits sensiblement identiques, dans le prologue de l’Edda ainsi que dans les premiers chapitres de la Saga des Ynglingar. Le prologue de l’Edda fait remonter les origines d'Odin jusqu'à un roi troyen ayant épousé une fille du roi Priam. Prologue et Saga des Ynglingar relatent ensuite comment Odin, qui avait le don de voyance, apprit qu'il devait se rendre dans le nord. Aussi quitta-t-il la péninsule anatolienne avec une suite nombreuse. Supérieurs en beauté et en sagesse aux autres hommes, les Ases furent bientôt considérés comme des dieux. Odin établit ses fils à la tête des contrées traversées et se rendit pour sa part maître du territoire du roi suédois Gylfi. À sa mort, Njörd puis Freyr lui succédèrent. Ce dernier fut surnommé Yngvi, et c'est lui qui a donné son nom à la dynastie suédoise légendaire des Ynglingar.

### Sources
- Snorri Sturluson, Edda en prose
- Robert Dictionnaire Historique de la Langue Française
- Völuspá
- Krasskova Galina, Exploring the Northern Tradition, Newpage Books, 2005
- Grant John, An Introduction to Viking Mythology, Eagle Editions, 2002
- Bordas Thierry, Celtic Mythology, Grange Books, 2004
- Anatoly Liberman, "Some Controversial Aspects of the Myth of Baldr, Alvíssmál 11 (2004): 17-54